# Daisuke Ishizu
Daisuke Ishizu (石津 大介?, Ishizu Daisuke; Fukuoka, 15 gennaio 1990) è un ex calciatore giapponese, di ruolo attaccante.
Cresciuto in vari sodalizi dell'area di Fukuoka, tra cui la rappresentativa calcistica della Fukuoka Daigaku, esordisce nella prima squadra dell'Avispa Fukuoka nella J. League Division 2 2012. Con l'Avispa giocherà sino all'agosto 2014, sempre nella cadetteria nipponica.
Nell'agosto 2014 passa in prestito al Vissel Kōbe, militante nella massima serie nipponica. Conclude con il Vissel la J. League Division 1 2014 all'undicesimo posto finale. Chiude la stagione seguente al dodicesimo posto finale.

## Carriera

### Avispa Fukuoka
Il 16 dicembre 2016, è stato annunciato che Ishizu sarebbe tornato dal Vissel Kobe.

### Prestito al Vissel Kobe
Il 9 agosto 2014, Ishizu è stato annunciato al Vissel Kobe. Ha fatto il suo debutto in campionato contro il Kashiwa Reysol il 16 agosto 2014. Ishizu ha segnato il suo primo gol in campionato contro il Sagan Tosu il 2 novembre 2014, segnando al 76esimo minuto. Il suo prestito è stato prolungato il 12 gennaio 2015. Il periodo di prestito di Ishizu è stato ulteriormente prolungato il 12 gennaio 2016.

### FC Gifu
Dopo aver lasciato l'Avispa Fukuoka, Ishizu si è unito al ritiro dell'FC Gifu. Il 18 febbraio 2022, è stato annunciato all'FC Gifu. Il 17 novembre 2022 ha lasciato l'FC Gifu. Dopo la partenza, ha preso parte ai provini.

### Tegevajaro Miyazaki
Ishizu ha esordito in campionato contro l'FC Osaka il 12 marzo 2023. Ha segnato il suo primo gol in campionato contro Gifu il 30 aprile 2023, segnando al 31º minuto. Il 12 dicembre 2023 è stato ha annunciato che Ishizu si sarebbe ritirato alla fine della stagione 2023.